# Girls A Live
Girls A Live — сборник концертных выступлений Girls Aloud с трёх мировых туров группы. Диск выпущен в 2008 году на лейбле Fascination. Продюсированием диска занимался Брайан Хиггинс.

## Список композиций
1. «Something Kinda Ooooh» (Live at the Local in Birmingham, 2007) — 3:42

2. «Waiting» (Live at Wembley, Chemistry Tour 2006) — 4:27

3. «Call The Shots» (Live at The O2, Tangled Up Tour 2008) — 4:03

4. «Deadlines & Diets» (Live at the Hammersmith Apollo, What Will The Neighbours Say? Live 2005) — 4:42

5. «Close to Love» (Live at The O2, Tangled Up Tour 2008) — 4:16

6. «Love Machine» (Live at the Local in Birmingham, 2007) — 3:36

7. «Biology» (Live at Wembley, Chemistry Tour 2006) — 4:24

8. «Graffiti My Soul» (Live at the Hammersmith Apollo, What Will The Neighbours Say? Live 2005) — 5:05

## Позиции вчартах
| Чарты (2008)          | Место позиция | Статус |
| --------------------- | ------------- | ------ |
| Английский чарт       | 1             |        |
| Ирландский чарт       | 7             |        |
| UK Top 10 Albums 2008 | 8             |        |

## Участники записи
- Шерил Коул
- Кимберли Уолш
- Сара Хардинг
- Никола Робертс
- Надин Койл

### Авторы
- Girls Aloud
- Миранда Купер
- Брайан Хиггинс